# Lodoss, la dame de Falis
La Dame de Falis (ファリスの聖女, Farisu no Seijo) est un manga de Ryo Mizuno au scénario et Akihiro Yamada au dessin, basé sur l'univers des Chroniques de la guerre de Lodoss.
Sur l'île de Lodoss, la Reine des Démons a été ressuscitée et ses troupes se déchaînent. Six héros unissent leurs forces et tentent de la renvoyer d'où elle vient avant que les habitants ne soient complètement à sa merci.

## Synopsis
Sur l'île de Lodoss, la Reine des Démons a été ressuscitée et ses troupes se déchaînent. Envoyée se renseigner sur la situation dans les différentes provinces de Lodoss, Flaus, capitaine des prêtres-guerriers de Falis, engage en chemin Wort et Beld qui l'ont aidée à se débarrasser d'un archidémon. Tous trois rentrent à Valis où Flaus fait son rapport, avant qu'on ne leur confie la mission d'épauler Fawn, capitaine des chevaliers-saints de Valis, à retrouver les armes sacrées de la ville qui ont été volées. Avant de partir, ils font la connaissance de Frepe, le roi des nains, qui vient d'être sauvé par Karla d'un archidémon, et de Neese prêtresse de Marfa, venue pour le soigner.
Arrivés au château où sont gardés les armes volées, Flaus, Fawn, Beld et Wort sont rejoints par Karla. Ce n'est qu'après un dur combat qu'ils finissent par vaincre, au prix de blessures pour Beld.
Alors qu'ils se reposent dans un village, ils apprennent que les elfes de la forêt du Miroir sont attaqués par des démons. Beld, Flaus et Fawn partent en reconnaissance voir ce qu'il en est lorsqu'ils tombent dans un combat opposants elfes et démons. Ne pouvant laisser les elfes se faire massacrer, nos héros leur portent secours malgré les innombrables ennemis, jusqu'à ce que Neese arrive, à la tête d'une armée de prêtres, de guerriers et de nains. Toutefois, ce n'est qu'en laissant Marfa s'incarner en elle que Neese permettra de remporter la victoire, ce qui lui coûte sa santé. De plus, au cours de la bataille, Beld s'est fait envoûté par Kardis, la déesse du chaos, en protégeant Flaus.
Tandis que Flaus et Beld partent sur Marmo afin de pratiquer un rituel de désenvoûtement, Fawn, Wort, Neese et Frepe réunissent une troupe dont la mission sera de se rendre dans le royaume nain, un labyrinthe qui parcourt le sous-sol de toute l'île devenu le repaire des démons. Là, ils ont la surprise de retrouver Karla, qui a décidé de participer à bien cette mission. Après maints affrontements, ils parviennent enfin devant la Reine des Démons. C'est alors qu'ils s'aperçoivent que dès que celle-ci saigne, des démons naissent immédiatement de son sang. Ne pouvant utiliser leurs armes ou la magie, nos héros sont dans l'impasse, jusqu'à ce que Flaus parvienne à lui ravir Soulcrusher, l'épée de la Reine des Démons qui a comme propriété de voler l'âme de qui elle blesse. Cet acte coûte la vie de Flaus, qui parvient avant sa mort à invoquer Falis tandis que Bled terrasse la Reine des Démons avec Soulcrusher. Et ainsi la Reine des Démons disparaît de Lodoss.

## Fin alternative
Le jeu vidéo Lodoss Tou Senki (Super Nintendo, 1995) commence avec le combat des six héros contre la Reine des Démons.
Dans l'introduction de ce dernier, les six héros commencent le combat sans parvenir à blesser la créature. Durant la bataille, Flaus finit par être terrassée par la Reine. Alors que Beld s'agenouille près de la jeune guerrière, la Reine en profite pour tenter de l'empaler à l'aide de Soulcrusher. C'est alors que Karla surgit de l'ombre pour dévier l'arme.
Contre les conseils de Wort, Beld s'empare de l'arme tombée à terre. Une apparition de Flaus l'empêche de succomber à la malédiction qui est liée à l'arme et le combat repart de plus belle contre le Démon qui finit par être renvoyé d'où il vient. Blessée lors de son interposition, Karla laisse les héros et disparait.
Commence alors le jeu en lui-même.

## Volumes
Première édition avortée :
1. La dame de Falis 1/3, Delcourt, 10/1996,  (ISBN 2-84055-111-X)

Seconde édition (complète) :
1. La dame de Falis 1/2, Kami, 03/2005,  (ISBN 2-351000-04-8)
2. La dame de Falis 2/2, Kami, 06/2005,  (ISBN 2-351000-11-0)